# Крижопільська селищна рада
Крижо́пільська се́лищна ра́да — адміністративно-територіальна одиниця та орган місцевого самоврядування у Крижопільському районі Вінницької області. Адміністративний центр — селище міського типу Крижопіль.

## Загальні відомості
- Територія ради: 5,717 км²
- Населення ради: 8 954 особи (станом на 1 серпня 2015 року)

## Населені пункти
Селищній раді підпорядковані населені пункти:
- смт Крижопіль

## Склад ради
Рада складається з 26 депутатів та голови.
- Голова ради: Третьяков Олександр Миколайович
- Секретар ради: Пасічник Людмила Василівна
- Заступник селищного голови: Скалій Володимир Васильович

### Керівний склад попередніх скликань
| Прізвище, ім'я, по батькові     | Основні відомості                                                 | Дата обрання | Дата звільнення |
| ------------------------------- | ----------------------------------------------------------------- | ------------ | --------------- |
| Косташенко Василь Костянтинович | Селищний голова, 1961 року народження, освіта вища, безпартійний  | 26.03.2006   | 31.10.2010      |
| Косташенко Василь Костянтинович | Селищний голова, 1961 року народження, освіта вища, безпартійний  | 31.10.2010   | 25.10.2015      |
| Третьяков Олександр Миколайович | Селищний голова, 1958 року народження, освіта вища, позапартійний | 25.10.2015   |                 |

Примітка: таблиця складена за даними сайту Верховної Ради України

### Депутати
За результатами місцевих виборів 2010 року депутатами ради стали:

#### За суб'єктами висування
| Суб'єкт висування                     | Кількість обраних депутатів | %    |
| ------------------------------------- | --------------------------- | ---- |
| Партія регіонів                       | 16                          | 53,3 |
| Комуністична партія України           | 5                           | 16,7 |
| Народна партія                        | 3                           | 10   |
| Політична партія Народний Рух України | 2                           | 6,7  |
| Самовисування                         | 2                           | 6,7  |
| Політична партія «Сильна Україна»     | 1                           | 3,3  |
| Українська партія «Єдність»           | 1                           | 3,3  |

#### За округами
| № округу                              | Прізвище, ім'я, по батькові        | Дата визнання обраним | Освіта             | Партійна приналежність                    | Відомості про обраного депутата                                    |
| ------------------------------------- | ---------------------------------- | --------------------- | ------------------ | ----------------------------------------- | ------------------------------------------------------------------ |
| Комуністична партія України           |                                    |                       |                    |                                           |                                                                    |
| 3                                     | Луковецька Леся Валеріївна         | 05.11.2010            | вища               | позапартійна                              | приватний підприємець                                              |
| 8                                     | Бурлаченко Володимир Олександрович | 05.11.2010            | вища               | член Комуністичної партії України         | Крижопільська загальноосвітня школа № 2, вчитель                   |
| 10                                    | Петровська Лілія Ігорівна          | 05.11.2010            | вища               | позапартійна                              | Центр зайнятості, спеціаліст бухгалтерського обліку                |
| 18                                    | Бідюк Емілія Петрівна              | 05.11.2010            | середня спеціальна | позапартійна                              | Крижопільський ринок, контролер                                    |
| 29                                    | Бабина Оксана Миколаївна           | 05.11.2010            | середня спеціальна | позапартійна                              | Крижопільська СЕС, бухгалтер                                       |
| Народна Партія                        |                                    |                       |                    |                                           |                                                                    |
| 5                                     | Франчук Любов Василівна            | 05.11.2010            | вища               | член Народної партії                      | Крижопільський лісгосп, економіст                                  |
| 7                                     | Чепіль Світлана Яківна             | 05.11.2010            | вища               | позапартійна                              | телерадіокомітет"Новини Радіо", редактор                           |
| 26                                    | Вербицький Сергій Олександрович    | 05.11.2010            | вища               | член Народної партії                      | Крижопільський лісгосп, інженер охорони праці                      |
| Партія регіонів                       |                                    |                       |                    |                                           |                                                                    |
| 1                                     | Редько Сергій Анатолійович         | 05.11.2010            | вища               | член Партії регіонів                      | ФК «Кряж — Агро», голова клубу                                     |
| 2                                     | Кузнєцов Володимир Олександрович   | 05.11.2010            | середня спеціальна | член Партії регіонів                      | ТОВ «Ростройл», директор                                           |
| 4                                     | Роллер Наталія Дмитрівна           | 05.11.2010            | вища               | позапартійна                              | ТОВ «Вінцемент», головний бухгалтер                                |
| 9                                     | Мевший Віктор Олексійович          | 05.11.2010            | вища               | член Партії регіонів                      | ТОВ «Вінцемент», директор                                          |
| 11                                    | Мунтян Олександр Петрович          | 05.11.2010            | середня спеціальна | член Партії регіонів                      | приватний підприємець, директор                                    |
| 12                                    | Пастух Світлана Миколаївна         | 05.11.2010            | вища               | член Партії регіонів                      | Крижопільська загальноосвітня школа № 1, вчитель                   |
| 13                                    | Карплюк Світлана Миколаївна        | 05.11.2010            | вища               | позапартійна                              | дошкільний навчальний заклад № 6, завідуюча                        |
| 14                                    | Чорний Валерій Анатолійович        | 05.11.2010            | вища               | позапартійний                             | приватний підприємець                                              |
| 15                                    | Роїк Олег Васильович               | 05.11.2010            | вища               | позапартійний                             | приватний підприємець                                              |
| 17                                    | Гриневич Інна Петрівна             | 05.11.2010            | вища               | член Партії регіонів                      | державна податкова інспекція МДПІ, головний інспектор              |
| 19                                    | Колодій Василь Васильович          | 05.11.2010            | вища               | позапартійний                             | КП «Крижопіль-комунсервіс», директор                               |
| 22                                    | Палагній Лідія Іванівна            | 05.11.2010            | вища               | член Партії регіонів                      | загальноосвітня школа № 1, вчитель                                 |
| 23                                    | Мельничук Людмила Анатоліївна      | 05.11.2010            | вища               | член Партії регіонів                      | Крижопільська районна рада, головний бухгалтер                     |
| 24                                    | Бурденюк Катерина Яківна           | 05.11.2010            | вища               | позапартійна                              | Крижопільська селищна рада, секретар                               |
| 25                                    | Горбачук Василь Іванович           | 05.11.2010            | вища               | член Партії регіонів                      | НАСК «ОРАНТА», начальник                                           |
| 28                                    | Котюжанська Ольга Миколаївна       | 05.11.2010            | вища               | позапартійна                              | Крижопільська селищна рада, бухгалтер                              |
| Політична партія Народний Рух України |                                    |                       |                    |                                           |                                                                    |
| 16                                    | Бурденюк Іван Васильович           | 05.11.2010            | вища               | позапартійний                             | Крижопільський будівельний ліцей, викладач                         |
| 27                                    | Ткачик Дмитро Миколайович          | 05.11.2010            | вища               | позапартійний                             | Крижопільський будівельний ліцей, майстер                          |
| Політична партія «Сильна Україна»     |                                    |                       |                    |                                           |                                                                    |
| 20                                    | Гаєв Сергій Олександрович          | 05.11.2010            | вища               | член Політичної партії «Сильна Україна»   | Крижопільська РДА, головний спеціаліст прогнозу та аналізу доходів |
| Українська партія «Єдність»           |                                    |                       |                    |                                           |                                                                    |
| 30                                    | Плахотнюк Володимир Іванович       | 05.11.2010            | вища               | позапартійний                             | ЗАТ «ПК Поділля», менеджер по матеріалам                           |
| Самовисування                         |                                    |                       |                    |                                           |                                                                    |
| 6                                     | Пасічник Людмила Василівна         | 05.11.2010            | вища               | позапартійна                              | Крижопільський районний відділ освіти, методист                    |
| 21                                    | Пилипчак Ігор Валерійович          | 05.11.2010            | вища               | член Всеукраїнського об'єднання «Свобода» | загальноосвітня школа № 1, вчитель                                 |